# العزة (عشيرة)
العزّة عشيرة عربية أصلها من زبيد الأصغر من قحطان، ديارها في دلي عباس وعموم محافظة ديالى شرق جمهورية العراق، ومنهم في محافظة بغداد والموصل وكركوك والحلة، والأنبار، والعمارة، وقرية الجيايلة كان سبب انتشارهم إلى عدة مناطق في العراق أنهم في ديالى متاخمون للحدود الإيرانية، وقد حدثت هناك حروب حدودية كثيرة، ذكر ثامر العامري في كتابه موسوعة العشائر العراقية أن أصل اسم العزّة من الأعزّة وأنهم ينتسبون إلى الصحابي عمرو بن معديكرب، ورؤساؤهم فخذُ البو أجود، الذين كان توطنهم الأول في العراق في حليجة وعفك من محافظة القادسية، نخوة العزة العامة هي آل عمرو وحمير، ونخوة البو أجود الخاصة هي إخوة هكشة، اقتصرت رئاسة العزة في حمولة البو غصيبة والبو مروح، وفي زمان الدولة العثمانية كان العَزّة قسمين، بدوٌ وحضر، كان غضبان خلف الغصيبة الفارس شيخاً لعشائر البدو، وكان ابن أخيه الشيخ علي لطيف خلف الغصيبة الفارس شيخاً لعشائر الحضر، ويُعدّ حبيب الخيزران أشهر شيخ معاصر، يقال لللمنتسب لعشيرة العزة عزّاوي، قال البسام في كتابه عشائر العرب: «سكان جانب دجلة الشرقي بين بغداد وكركوك (العزة)، ذوو المجد والعزة، والشوق للمكرمات ولا شوق كثيّر عزة. والقول فيهم أنهم امام المكرمات، وغمام المعصرات، والأخذ الوبيل لمن ناواهم، والركن المنيع لمن والأهم، ومآل المؤمل رفدهم، وزاد المتحمل من عندهم، وقرة عين الخائف، وفال المستنطف والعائف، فرسانهم خمسمائة، لم يعرفوا الرمي.»، ذُكر في كتاب عشائر الشام أن العزة والعكيدات إخوة، كلاهما من زبيد الأصغر.

## نسبهم
ذكر الباحث أحمد علي سلطان الجبوري في كتابه (موسوعة الدر المنثور في نسب قبائل زبيد والجبور) أن عشيرة العزّة ينتسبون الى عزيز بن سالم بن صهيب بن محوب بن الأمير بهيج بن ذبيان بن محمد بن عامر بن صهيب بن عمران بن حسين بن عبد الله بن جاحش بن حزوم بن عيادة بن غالب بن فارس بن كرم بن عكرمة بن ثور بن عمرو بن معديكرب الزبيدي بن عبد الله بن عمرو بن عصم بن عمرو بن زبيد الأصغر بن ربيعة بن سلمة بن مازن بن ربيعة بن زبيد الأكبر بن صعب بن سعد العشيرة بن مذحج  بن أدَد بن زيد بن يشجب بن كهلان بن سبأ بن يعرب بن قحطان.

## عزة بغداد
في منطقة الفضل توطن جموع من عشيرة العزة، فسُمّي مكانهم محلة العزّة، وقريب من محلة العزة منطقة عزات طويلات، وكان أهلها أيضاً من العزّة، ذكر عماد عبد السلام رؤوف أن العزة نزلوا في منطقة الفضل بعد الطاعون الكبير سنة 1831م، فعمّروا المنطقة، وعلّقَ على قوله ميعاد شرف الدين الكيلاني في كتابه (تاريخ تكايا بغداد والمشيخة الصوفية في العهد العثماني): إذ قال «ومن جانبنا نرى أن العشائر لا تنزل بشكل مفاجئ ببغداد، لتشكل محلة كبيرة، وإنما يتم الأمر بشكل تدريجي، فقبيلة العزة لها قدم راسخ في الخالص القريبة من بغداد، ثم بدأ زحفهم إلى مداخل بغداد، فتجدهم في بوب الشام والراشدية، ثم بدأت أسر متمكنة من دخول المدينة لتسحب باقي أسرة العشيرة».